# The Winds of Dune
The Winds of Dune è un romanzo di fantascienza del 2009 scritto da Brian Herbert e Kevin J. Anderson, ambientato nell'universo di Dune ideato da Frank Herbert. Pubblicato il 4 agosto 2009, è il secondo libro della tetralogia interquel Heroes of Dune e racconta gli eventi intercorsi fra i due romanzi originali di Frank Herbert Messia di Dune (1969) e I figli di Dune (1976). Prima della pubblicazione, il titolo del romanzo era stato inizialmente annunciato come Jessica of Dune.
Il romanzo è inedito in italiano.

## Trama
Il romanzo si apre con Lady Jessica su Arrakis in seguito alla scomparsa di suo figlio e imperatore Paul Muad'Dib, che secondo la consuetudine Fremen ha camminato nel deserto per morire dopo essere rimasto cieco. Viene anche raccontata la storia dell'amicizia tra Paul Atreides e Bronso Vernius.